# 23S rRNK (guanin2535-N1)-metiltransferaza
23S rRNK (guanin2535-1)-metiltransferaza (EC 2.1.1.209, AviRa) je enzim sa sistematskim imenom S-adenozil-L-metionin:23S rRNK (guanin2535-1)-metiltransferaza. Ovaj enzim katalizuje sledeću hemijsku reakciju
-adenozil--metionin + guanin2535 u 23S rRNK {\displaystyle \rightleftharpoons } -adenozil-L-homocistein + N1-metilguanin2535 u 23S rRNK
Streptomyces viridochromogenes proizvodi antibiotik avilamicin A, koji se vezuje za 50S ribozomalnu podjedinicu i inhibira sintezu proteina. Da bi se zaštitila od antibiotika, Streptomyces viridochromogenes koristi dve metiltransferaze, 23S rRNK (guanin2535-1)-metiltransferazu i EC 2.1.1.208, 23S rRNK (uridin2479-2-O)-metiltransferazu.

## Literatura
- Nicholas C. Price; Lewis Stevens (1999). Fundamentals of Enzymology: The Cell and Molecular Biology of Catalytic Proteins (Third изд.). USA: Oxford University Press. ISBN 019850229X.
- Eric J. Toone (2006). Advances in Enzymology and Related Areas of Molecular Biology, Protein Evolution (Volume 75 изд.). Wiley-Interscience. ISBN 0471205036.
- Branden C; Tooze J. Introduction to Protein Structure. New York, NY: Garland Publishing. ISBN 0-8153-2305-0.
- Irwin H. Segel. Enzyme Kinetics: Behavior and Analysis of Rapid Equilibrium and Steady-State Enzyme Systems (Book 44 изд.). Wiley Classics Library. ISBN 0471303097.

## Spoljašnje veze
- 23S+rRNA+(guanine2535-N1)-methyltransferase на 